# ステーキハウス (お笑い)
ステーキハウスとは、よしもとクリエイティブエージェンシー所属のお笑いコンビである。2008年4月結成。baseよしもとオーディションtryメンバー。旧コンビ名は「ジンベイザメ」。現在は解散

## メンバー
- 田中利幸（たなか としゆき、1982年5月10日 - ）

ボケ担当。
立ち位置は向かって左。
NSC大阪校24期生。
かつては上阪卓也とともにジェットコースターとしてbaseよしもとのガンガンライブに出演していた。
- もったに（1976年12月3日 - ）本名、本谷 有希（もとたに ゆうき）。

ツッコミ担当。
立ち位置は向かって右。
NSC出身ではなく、大阪NSC22期生と同期扱いとなる。
かつては中尾健秀とともにつばめがえしとして活動していた。